# Галлатін (округ, Монтана)
Шаблон:StateAbbr_ 45°34′ пн. ш. 111°10′ зх. д. / 45.56° пн. ш. 111.17° зх. д.
Округ Галлатін (англ. Gallatin County) — округ (графство) у штаті Монтана, США. Ідентифікатор округу 30031.

## Історія
Округ утворений 1864 року.

## Демографія
За даними перепису
2000 року
загальне населення округу становило 67831 осіб, зокрема міського населення було 38484, а сільського — 29347.
Серед мешканців округу чоловіків було 35274, а жінок — 32557. В окрузі було 26323 домогосподарства, 16196 родин, які мешкали в 29489 будинках.
Середній розмір родини становив 2,94.
Віковий розподіл населення поданий у таблиці:
| Стать    | До 15 років | 15-21 | 22-29 | 30-39 | 40-49 | 50-65 | 65-85 | Понад 85 |
| -------- | ----------- | ----- | ----- | ----- | ----- | ----- | ----- | -------- |
| Чоловіки | 6342        | 5507  | 6088  | 4802  | 5479  | 4544  | 2302  | 210      |
| Жінки    | 5950        | 4794  | 4481  | 4559  | 5383  | 4132  | 2765  | 493      |

## Суміжні округи
- Бродвотер — північ
- Мар — північний схід
- Парк — схід
- Парк, Вайомінг — південний схід
- Тетон, Вайомінг — південний схід
- Фремонт, Айдахо — південний захід
- Медісон — захід
- Джефферсон — північний захід

## Виноски
1. ↑  US Decennial Census. US Census Bureau. Архів оригіналу за 26 квітня 2015. Процитовано 28 листопада 2014.
2. ↑  Historical Census Browser. University of Virginia Library. Архів оригіналу за 11 серпня 2012. Процитовано 28 листопада 2014.
3. ↑  Population of Counties by Decennial Census: 1900 to 1990. US Census Bureau. Архів оригіналу за 22 вересня 2018. Процитовано 28 листопада 2014.
4. ↑  Census 2000 PHC-T-4. Ranking Tables for Counties: 1990 and 2000 (PDF). US Census Bureau. Архів оригіналу (PDF) за 18 грудня 2014. Процитовано 28 листопада 2014.
5. ↑  State & County QuickFacts. US Census Bureau. Архів оригіналу за 6 червня 2011. Процитовано 15 вересня 2013.(англ.) Наведено за англійською вікіпедією.
6. ↑  American FactFinder. Бюро перепису населення США. Архів оригіналу за 26 лютого 2012. Процитовано 31 січня 2008.

| США | Це незавершена стаття з географії США. Ви можете допомогти проєкту, виправивши або дописавши її. |